# За туманом
«За туманом» (или «А я еду за туманом») — популярная песня, впервые исполненная ленинградским бардом Юрием Кукиным в 1964 году. Песня положила начало широкому признанию музыканта, став неофициальным гимном геологов и туристов. Бард Алексей Иващенко объясняет успех песни тем, что она исключительно точно соответствовала общественным ожиданиям своего времени. Журналист и писатель Дмитрий Шеваров заметил: «Понятно, что всей сложности эпохи не найти в 18 немудрящих строчках, но воздух времени хранится в этой песне, как в запечатанной бутылке».
Понимаешь, это странно, очень странно,
Но такой уж я законченный чудак:
Я гоняюсь за туманом, за туманом,
И с собою мне не справиться никак.
Люди сосланы делами,
Люди едут за деньгами,
Убегают от обиды, от тоски...
А я еду, а я еду за мечтами,
За туманом и за запахом тайги.
А я еду, а я еду за мечтами,
За туманом и за запахом тайги.

## История создания
Юрий Кукин является автором слов песни на мелодию, написанную популярным в 1950-е годы итальянским композитором Вирджилио Пандзути и прозвучавшую впервые в исполнении известного в те годы датского джазового гитариста Йёргена Ингманна (инструментальная композиция «Dalla strada alle stelle (Angelina)», 1959).
Музыка Вирджилио Пандзути легла в основу нескольких песен на разных языках. Яркими примерами, помимо русскоязычной «За туманом», являются:
- на итальянском языке «Dalla strada alle stelle» в исполнении Умберто Маркато
- на английском языке «(I Don’t Care) Only Love Me» в исполнении Стива Лоуренса
- на финском «Kuinka paljon rakkautta» в исполнении Тапани Канса
- на немецком языке «Ausgerechnet heute Abend» в исполнении Петера Александера
- на испанском языке «Angelina» в исполнении Los Cinco Latinos

Слова песни «За туманом» были написаны Юрием Кукиным 2 июня 1964 года на платформе товарного поезда во время поездки из Ленинграда в посёлок Шерегеш в Горной Шории, куда Кукин направлялся, сопровождая трактор. Кукин ехал в свою вторую геологическую экспедицию в качестве рабочего. Первоначально песня состояла из пяти куплетов, но проконсультировавшись с геологами, автор сократил число куплетов до двух.

## Награды
За песню «За туманом» Кукин был удостоен звания лауреата Первого Ленинградского городского конкурса авторов и исполнителей самодеятельной песни, состоявшегося в 1965 году .

## Использование в кино
Песня «За туманом» в исполнении Владимира Макарова звучит в одном из эпизодов в кинофильме «Сибирячка», снятом в 1972 году Алексеем Салтыковым.
Использовалась в советских фильмах «Кот в мешке» (1978) и «И никто другой» (1967).

## Культурное влияние
- Выражение «ехать за туманом» стало крылатым[9]. Оно используется, когда речь идёт о поездке или путешествии с романтическими мотивами.
- Международный фестиваль авторской песни, проводящийся в Чехии, получил название «За туманом» .